# Rutilia argentifera
Rutilia argentifera là một loài ruồi trong họ Tachinidae.